# مارك أنطوان دي بومونت
مارك أنطوان دي بومونت هو عسكري وسياسي فرنسي، ولد في 23 سبتمبر 1763 في Beaumont-la-Ronce ‏ في فرنسا، وتوفي في 4 فبراير 1830 في باريس في فرنسا. انتخب member of the Sénat conservateur ‏ وانتخب Pair of France ‏.